# Italian Series of Poker 2012
Le Italian Series of Poker 2012 si sono tenute dal 18 al 27 maggio 2012 a Nova Gorica, in Slovenia, presso il casino Perla. Si è trattata della 2ª edizione dei Campionati Italiani, che ha visto la partecipazione di circa 1000 partecipanti suddivisi in 15 tornei.
Il main event ha assegnato il titolo di Campione Italiano a Stefano Bertoldi che ha eliminato in heads-up il finlandese Simo Raikkonen.

## Edizione 3 - Main Event 2012[3]
- Luogo: Casino Perla, Nova Gorica
- Buy-in: € 1,100
- Data: 25-28 maggio, 2012
- Partecipanti: 71
- Montepremi: € 70,560
- Giocatori a premio: 9

| Tavolo finale | Tavolo finale      | Tavolo finale |
| Posizione     | Nome               | Premio        |
| ------------- | ------------------ | ------------- |
| 1             | Stefano Bertoldi   | € 25,000      |
| 2             | Simo Raikkonen     | € 14,000      |
| 3             | Daniele Guidetti   | € 8,500       |
| 4             | Cristiano Loioli   | € 6,300       |
| 5             | Jurij Naponiello   | € 5,000       |
| 6             | Roberto Caranzetti | € 4,000       |
| 7             | Luigi Pisaniello   | € 3,000       |
| 8             | Gianluca Palazzolo | € 2,560       |